# Socata ST 10
O Socata ST 10 Diplomate é uma aeronave monomotor de asa baixa e quatro lugares, produzida pela francesa SOCATA. O ST 10 foi um desenvolvimento do Socata Horizon - inicialmente conhecido como Super Horizon 200, sendo logo após nomeado como Provence, e finalmente foi nomeado como ST 10 Diplomate. O primeiro protótipo voou em 7 de Novembro de 1967, e a produção se iniciou somente em 1970. A produção foi encerrada em 1974, com um total de 55 aeronaves construídas.

## Especificações
Dados de: Jane's All The World's Aircraft 1974-75 
 'Dados de: The Observers Book of Aircraft
Descrições gerais
- Tripulação: 1 piloto
- Capacidade: 3 passageiros
- Comprimento: 7,26 m (24 ft)
- Envergadura: 9,70 m (32 ft)
- Altura: 2,88 m (9,4 ft)
- Área alar: 13 m² (140 ft²)
- Peso vazio: 724 kg (1 600 lb)
- Peso de decolagem: 1 222 kg (2 690 lb)

Motorização
- Número de motores: 1x
- Tipo do motor: Lycoming IO-360-C1B de 200 hp (149 kW)
- Descrição do propulsor/hélice: Hélice bipá Hartzell, de passo constante

Performance
- Velocidade máxima: 280 km/h (174 mph)
- Velocidade de cruzeiro (km/h): 265 km/h (165 mph)
- Alcance: 1 385 km (861 mi)
- Razão de subida: 5.1 m/s
- Tecto de serviço: 5 000 m (16 400 ft)
- Pista máx. decolagem (MTOW): 270 m (886 ft)
- Distância para aterrissagem: 250 m (820 ft)Referências

1. ↑  Green, William, The Observers Book of Aircraft, Frederick Warne & Co. Ltd, 1970. ISBN 0-7232-0087-4
2. ↑  J W R Taylor 1969, p.73. (Inglês)
3. ↑  Aircraft Information: Socata GY-80 Horizon & ST-10 Diplomate[ligação inativa]. Airliners.net (em inglês).
4. ↑  Green, William, The Observers Book of Aircraft, Frederick Warne & Co. Ltd, 1970. ISBN 0-7232-0087-4